# Tangi
Tangi es una ciudad censal situada en el distrito de Khordha en el estado de Odisha (India). Su población es de 4471 habitantes (2011). Se encuentra a 66 km de Bhubaneswar.

## Demografía
Según el censo de 2011 la población de Tangi era de 4471 habitantes, de los cuales 2287 eran hombres y 2184 eran mujeres. Tangi tiene una tasa media de alfabetización del 87,39%, superior a la media estatal del 72,87%: la alfabetización masculina es del 91,72%, y la alfabetización femenina del 82,94%